# 栗山圭介
栗山 圭介（くりやま けいすけ、1962年7月28日 - ）は、日本の著作家。
有限会社PPM 所属。

## 来歴
岐阜県関市出身。国士舘大学体育学部卒業。フリーランスライター、編集者として『POPEYE』『TARZAN』『BRUTUS』など、主に株式会社マガジンハウスの雑誌を中心に関わる。また同社のクリエイティヴディレクターとして数々の企画・広告・イベント等をプロデュース。
2001年 有限会社マロンブランド設立。雑誌、フリーマガジン、広告、企業CI、商品開発、公共事業、アーティストのクリエイティヴディレクションまで多岐にわたるクリエイティヴワークを展開。個人としてはインタビュー、執筆、コピーライティングなども行なう。
2015年 、一念発起し2年の歳月をかけて初めての著作『居酒屋ふじ』を書き上げ、作家デビューを果たした。
『居酒屋ふじ』は2017年 7月にテレビドラマ化される。
2020年、一般社団法人GLIP設立。「18歳までに、ふるさとに恋しよう！」をスローガンに、地元岐阜県を発信地として、中高生をメインに、“未来のためのふるさとづくり計画”を開始。
2023年、岐阜県大垣市文教協会 設立60周年記念事業「『大垣市×SDGsお化け』を探せ」プロジェクト、「お化けサミット」プロデューサー就任。

## 作品

### 著書
- 『居酒屋ふじ』（2015年／講談社刊）のち文庫
- 『国士舘物語』（2016年／講談社刊）のち文庫
- 『フリーランスぶるーす』（2017年／講談社刊）
- 『ヒールをぬいでラーメンを Bye Bye High heels! ～enchanted with Ramen～』（2019年／角川春樹事務所刊）
- 『団長とエース』（2023年／平凡社刊）
- 『昭和が愛した言葉たち』（2025年6月予定／有隣堂刊）

### テレビドラマ
- 『居酒屋ふじ』（2017年/テレビ東京系列）

### テレビ番組
- 『この人に逢わせて喜ばせたい!逢喜利』 （2017年/中京テレビ）

### ラジオ
- 『栗山圭介のRadio GLIP』（2020年5月 - 2022年9月 、FMわっち）
- 『あのグラ深夜族～オトナの放課後24時』（2022年7月 - 2024年9月、ミュージックバード）
- 『＠FRIDAY！』（2023年10月 - 、ミュージックバード）

## 参考
- 栗山圭介「居酒屋ふじ」特設サイト｜講談社文庫
- 栗山圭介 honto+インタビュー - honto+
- 「ブラック部活」出身の作家・栗山圭介が語る、個性の作り方 ｜FRIDAY DIGITAL
- 「団長とエース」 - 平凡社
- 「SDGsお化け」のアイデア寄せて　大垣市文教協会60周年記念、小中生対象に募集　中日新聞
- 6月19日『昭和が愛した言葉たち』発売（PR TIMES）